# Väike Emajõgi
Väike Emajõgi (z est. „Mała Emajõgi”) – rzeka w Estonii, w prowincji Valgamaa. Wypływa z jeziora Pühajärv i po 87 km uchodzi do jeziora Võrtsjärv. Powierzchnia dorzecza wynosi 1374 km². 
Jej największym dopływem jest Pedeli.